# 張寶兒
張寶兒（英語：Bowie Cheung Po Yee，1991年10月10日—），香港女主持及演員，現為無綫電視經理人合約藝員；丈夫是《2007年香港先生選舉》冠軍兼無綫電視藝人袁偉豪。

## 簡歷

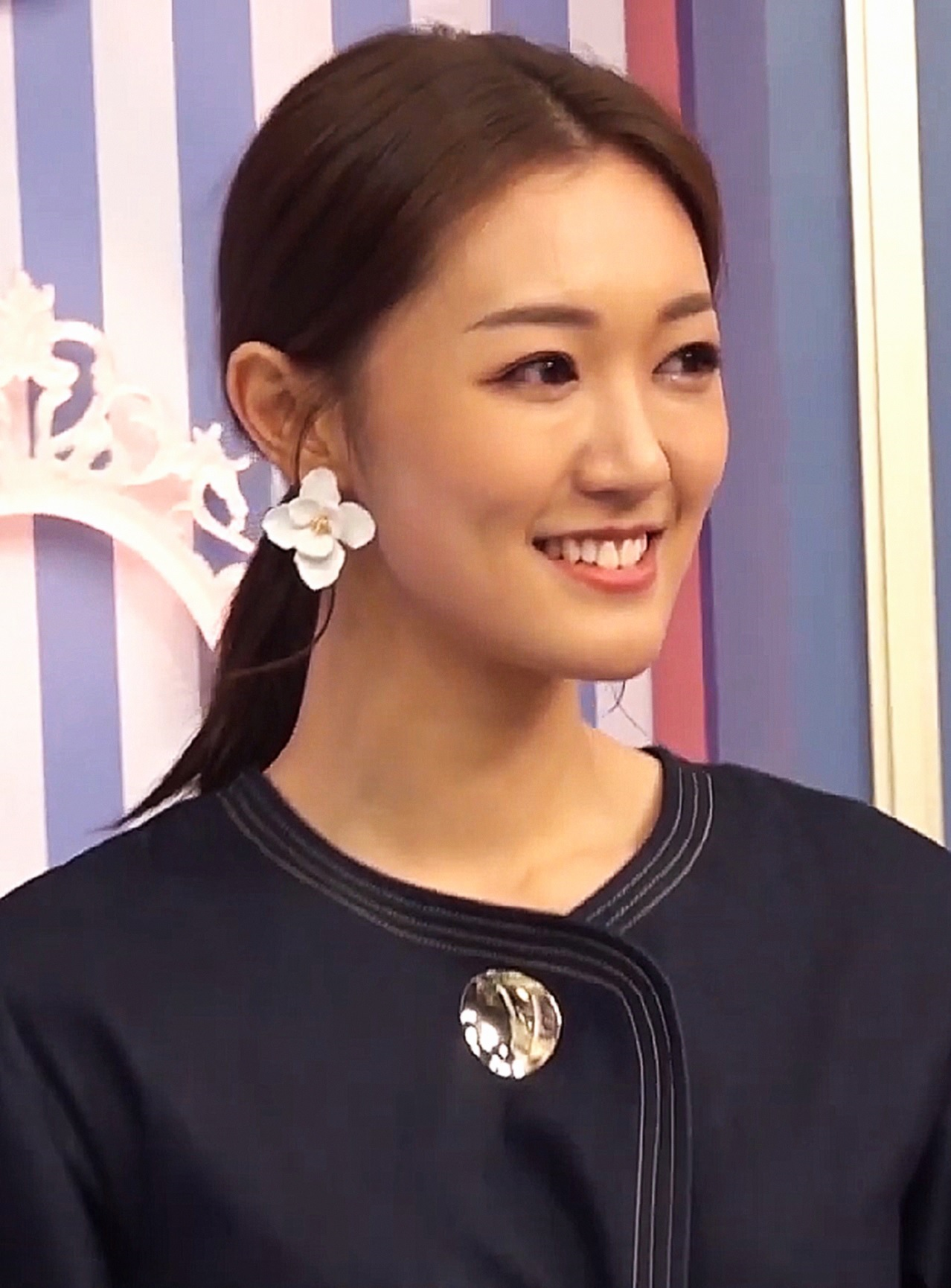
《姊妹淘》（第三輯）錄影後訪問

張寶兒家境富裕，其父張煌煌從事內衣生意，於香港跑馬地禮頓山擁有多個物業。她是名基督教徒，亦是家中長女，有一妹張寶欣及一弟張栢森。她曾就讀聖保羅男女中學，於2009年香港中學會考考獲25分，後前往英國英格蘭西部的協和學院（Concord College）繼續升學，並以「2A*1A」的優異成績完成英國高考課程。2011年至2014年期間，她在倫敦大學學院主修人文地理，之後亦曾修讀賓夕法尼亞大學沃頓商學院工商管理課程，大學畢業後曾擔任盛世廣告數碼項目經理及李錦記健康產品集團產品發展經理。
2016年，胞妹張寶欣提名她參選《2016年度香港小姐競選》，在決賽中四強不入但獲得「友誼小姐」獎。其後加入無綫電視，同年底入讀為期3個月的演藝進修班。翌年，她成為該台資訊節目《學是學非》主持之一，同年提名胞妹參選《2017年度香港小姐競選》，最終獲得「最受歡迎香港小姐」獎。2018年，余德丞在西營盤中山紀念公園球場參加業餘足球比賽時昏倒送院，她透過社交網站 Instagram 上載兩人與《鐵探》同劇演員吃飯的照片，因誤用黑白效果而被網民批評。
2021年，張寶兒憑台慶劇《星空下的仁醫》「連卓盈（Candice）」一角首度入圍《萬千星輝頒獎典禮2021》「最佳女配角」及「最受歡迎電視女角色」。

## 感情生活
張寶兒於2017年與同為無綫電視藝人的袁偉豪，因合作拍攝節目《打工捱世界II》而互生情愫，隨後開始交往。2020年4月，兩人聯名斥資6568.3萬元購入清水灣傲瀧一個花園複式單位作婚後居所；同年9月17日，男方透過社交網站公開宣布，已於2019年9月17日在多倫多求婚成功；至11月24日則在婚後居所簽紙結婚。

## 演出作品

### 電視劇（無綫電視）
| 首播   | 劇名         | 角色              |
| 2017年 | 溏心風暴3    | Kelly（第4、8集） |
| 2019年 | 鐵探         | 程美茵（阿茵）    |
| 2020年 | 使徒行者3    | 鄺美蓮（Lindy）   |
| 2021年 | 星空下的仁醫 | 連卓盈（Candice） |
| 2023年 | 破毒強人     | 林可兒（Chloe）   |
| 2025年 | 富貴千團     | 施 晨（Season）   |

### 綜藝節目（無綫電視）
| 首播            | 節目名                       | 備註                         |
| 2017年          | Think Big天地                | 固定演出（Think Big 腦力戰） |
| 2017年          | 保障你 有我哋                | 固定演出                     |
| 2018年          | 海上夏日郵樂園               | 固定演出                     |
| 2019年          | 香港唱好演唱會               | 演出嘉賓                     |
| 2020年          | 開運王團年迎金鼠             | 固定演出                     |
| 2020年          | 網購攻略＋big big shop感謝祭 | 固定演出                     |
| 2021年          | 星空下的仁醫                 | 固定演出                     |
| 為食台          |                              |                              |
| 2017年          | 甜心教室                     | 固定演出（「麵包課」環節）   |
| big big channel |                              |                              |
| 2017年          | 12瞞逃                       | 固定演出                     |

### 主持節目（無綫電視）
| 首播          | 節目名                                          | 備註 |
| 2017年        | 慈善星輝仁濟夜                                  | 與丁子朗、吳家樂、汪明荃及鄧梓峰一同主持                                                                       |
| 2017年        | 猩猩補習班                                      | 第170集亮相與林溥來及單文柔一同主持「講好英文」環節                                                            |
| 2017年        | 學是學非                                        | 第五輯與梁嘉琪、麥美恩、湯洛雯、馮盈盈、劉穎鏇及鄺潔楹一同主持                                                 |
| 2017年        | 明愛暖萬心                                      | 與丁子朗、陳芷菁及鄧梓峰一同主持                                                                               |
| 2017年        | 打工捱世界II                                    | 與袁偉豪及楊明一同主持                                                                                         |
| 2018 - 2019年 | 今期流行                                        | 與單文柔、黃碧蓮、伍樂怡、丁子朗、麥凱程、孔德賢、王虹茵及何泳芍一同主持                                       |
| 2018年        | 慈善星輝仁濟夜                                  | 與陳敏之、汪明荃、丁子朗、陸浩明及鄧梓峰一同主持                                                               |
| 2018年        | 慶祝澳門回歸祖國十九周年 2018澳門國際幻彩大巡遊 | 與傅嘉莉、張致恆、謝東閔及蔣家旻一同主持                                                                       |
| 2018年        | 萬眾同心齊 Countdown                            | 與黃碧蓮、伍樂怡、魏韵芝、麥明詩、馮盈盈、陸浩明、麥凱程及丁子朗一同主持                                             |
| 2018 - 2019年 | 學是學非                                        | 第六輯與梁嘉琪、麥美恩、湯洛雯、馮盈盈、劉穎鏇、鄺潔楹及何依婷一同主持                                         |
| 2019年        | 2019國泰航空新春國際匯演之夜                    | 與陳貝兒、丁子朗及陸浩明一同主持                                                                               |
| 2019年        | 博愛歡樂傳萬家                                  | 與梁嘉琪、黃心穎、張秀文及何依婷一同主持                                                                       |
| 2019年        | 快樂中年                                        | 與鄭丹瑞、丁子朗、吳沚默及譚永浩一同主持                                                                       |
| 2019年        | 12個夏天                                        | 與孔德賢及麥凱程一同主持                                                                                       |
| 2019年        | TVB 52週年 發放娛樂 分享快樂                    | 與林盛斌一同主持                                                                                               |
| 2019至2021年  | 姊妹淘                                          | 第三輯與莊思敏、吳若希、王子涵、陳詩欣、蔡嘉欣、曾淑雅、李君妍、孫慧雪、傅嘉莉、謝芷倫、阮嘉敏及吳紫韻一同主持 |
| 2019至2020年  | 學是學非                                        | 第七輯與麥美恩、何泳芍、何依婷、陳詩欣、戴祖儀、馮盈盈、劉穎鏇、鄺潔楹及陳欣茵一同主持                         |
| 2020年        | 博愛歡樂傳萬家                                  | 與麥美恩、陳詩欣、何依婷及馮盈盈一同主持                                                                       |
| 2022年        | 職工頭圍用膳                                    | 個人主持 |
| 2022年        | 呢鋪開乜:開火                                   | 與楊尚友、林沚羿、廖慧儀、施焯日、林俊其、王虹茵一同主持                                                       |
| 2022年        | 45日環遊日本                                    | 與項明生一同主持                                                                                               |
| 2023年        | 同屋企人去旅行                                  | 與袁偉豪一同主持                                                                                               |

### 電影
| 首映   | 電影名                     | 角色             |
| 2019年 | 使徒行者2：谍影行动        | 隱形戰線部隊隊員 |
| 2021年 | 大運同行（李居明玄學電影） | 張寶兒           |

### 音樂錄像
| 年份   | 歌名     | 歌手 / 備註                                |
| 2017年 | 天網     | 周柏豪；飾演 鄭弼奇（Pak - Key）親妹鄭寶兒 |
| 2017年 | 到此一遊 | 黃心穎、邵珮詩、馮盈盈及蔡思貝（一同演出） |

## 音樂作品

### 填詞
- 2020年：袁偉豪《你與你的另一半》[26]

## 曾獲獎項與提名
| 年份   | 獎項                                                    | 結果 |
| 2016年 | 2016年度香港小姐競選「友誼小姐」                        | 獲獎 |
| 2017年 | 萬千星輝頒獎典禮2017「最佳節目主持」                    | 提名 |
| 2018年 | 2018香港電視大獎「節目主持人獎」 （页面存档备份，存于） | 提名 |
| 2020年 | 萬千星輝頒獎典禮2020「最佳節目主持」                    | 提名 |
| 2021年 | 萬千星輝頒獎典禮2021「最佳女配角」                      | 提名 |
| 2021年 | 萬千星輝頒獎典禮2021「最受歡迎電視女角色」              | 提名 |
| 2022年 | 萬千星輝頒獎典禮2022「最佳女主持」                      | 提名 |
| 2023年 | 萬千星輝頒獎典禮2023「最佳女配角」                      | 提名 |

## 外部連結
- 張寶兒的Facebook專頁
- YouTube上的張寶兒頻道
- Bowie Cheung 張寶兒的Facebook專頁 - Fan page
- 張寶寶BowieCheung的新浪微博
- 張寶兒的Instagram帳戶
- Bowie Cheung | LinkedIn
- 2016香港小姐競選佳麗檔案 - 張寶兒 Bowie

| 前任： 林凱恩 | 香港小姐競選友誼小姐 2016年 | 繼任： 張寶欣（big big channel最受歡迎香港小姐） |